# Sanna Nielsen
Sanna Viktoria Nielsen (nacida el 27 de noviembre de 1984 en Bromölla, Suecia) es una cantante sueca. Ha participado en el Melodifestivalen siete veces entre 2001 y 2014, y en el séptimo intento de 2014 ganó con la canción Undo, ganándose así el derecho de representar a Suecia en el Festival de la Canción de Eurovisión 2014 en Copenhague, Dinamarca, festival en el que quedaría en tercera posición.

## Carrera
Sanna Nielsen nació y creció en Bromölla, Skåne. Comenzó su carrera en varios concursos de búsqueda de talentos, el primero en 1992 en Olofström. En 1994 participó en una búsqueda de talentos y ganó interpretando el tema Can You Feel the Love Tonight. Nielsen formó parte de la banda de baile Mats Elmes entre 1995 y 1996, cuando tenía once años.
Al mismo tiempo, llegó al número uno de la lista Svensktoppen con la canción Till en fågel. Nielsen se convirtió en la persona más joven en alcanzar el número uno en la lista.
En septiembre de 1996, Nielsen publicó su álbum de debut, Silvertoner. Un crítico del álbum para Göteborgs-Posten comparó a Nielsen con Carola Häggkvist y Sissel Kyrkjebø. En los siguientes años, Nielsen publicó el álbum Min önskejul en 1997, y el sencillo Time to Say Goodbye en 1999. Mientras estaba en el instituto, estudió el programa Estetichal y sobre todo música en Helenehoms Gymnastin en Malmö.
En diciembre de 2001, Nielsen participó en una gira de Navidad junto a Christer Sjögren, Sten Nilsson y Charlotte Perrelli. En 2002 fue de gira con Roger Pontare, y en diciembre del mismo año participó en un concierto de Navidad con Kalle Moraeus, y con Tito Beltrán, tanto en 2003 como en 2004.
En febrero de 2006, publicó su segundo álbum en solitario, Nära mej, nära dej, con letra y música de Fredrik Kempe y Marcos Ubeda. Entre julio y agosto de 2007 hizo una gira titulada Sommar, Sommar, Sommar junto a Shirley Clamp y Sonja Aldén. En abril de 2008 publicó el álbum Stronger, íntegramente en inglés, siendo la primera vez que Nielsen publicaba un álbum así. El mismo año publicó el álbum Our Christmas, con canciones navideñas, junto a Shirley Clamp y Sonja Aldén.
En diciembre de 2013, Nielsen publicó su séptimo álbum de estudio, Min Jul, también con canciones navideñas.

### Melodifestivalen

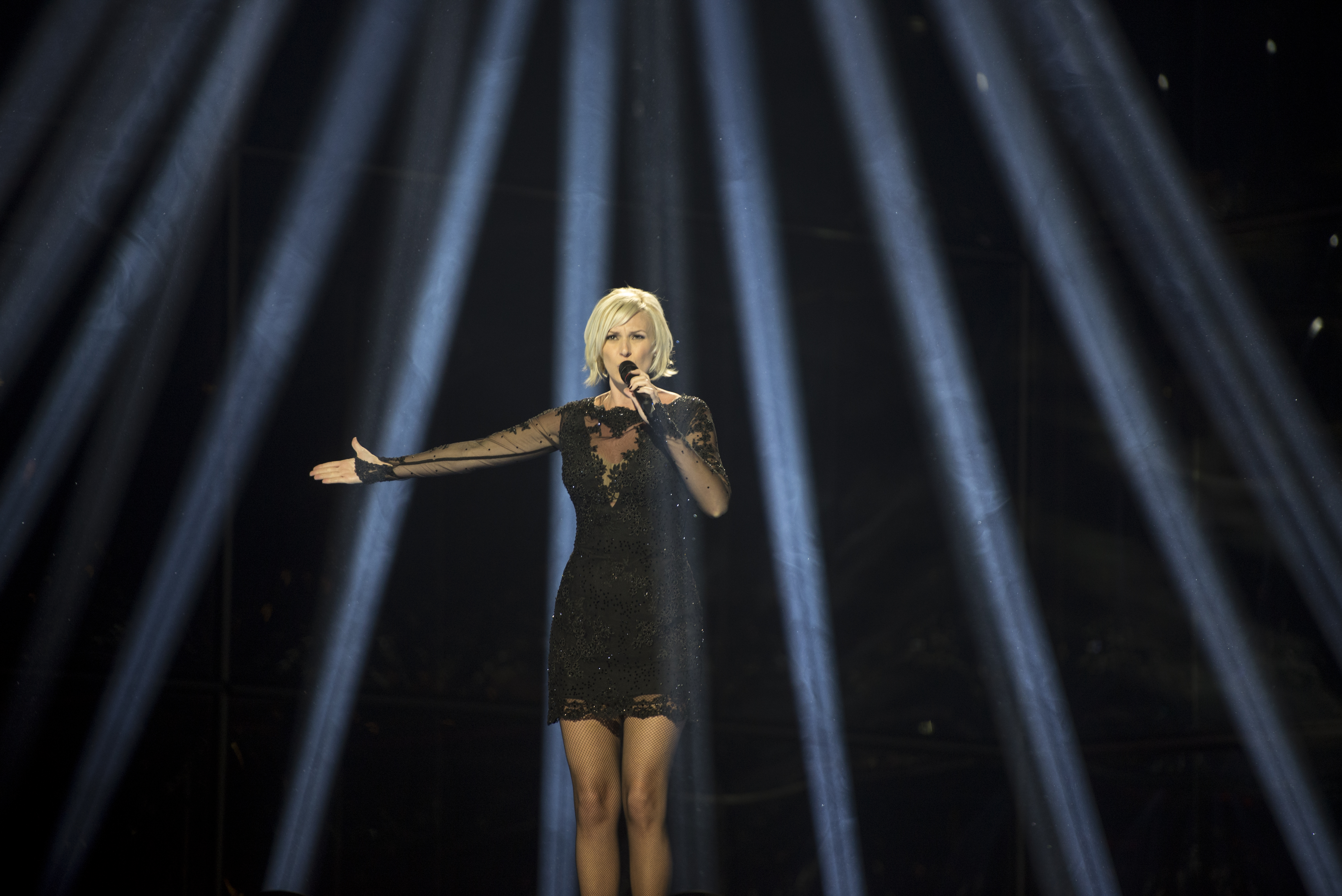
Sanna interpretando la canción Undo en la final del festival de Eurovisión 2014 en Copenhague

Nielsen ha participado siete veces en el Melodifestivalen. Hizo su debut en el Melodifestivalen 2001, interpretando I går, i dag, clasificándose tercera. Regresó en la edición de 2003, con Hela världen för mig, acabando quinta. Tras un año de descanso, regresó en el Melodifestivalen 2005 con Du och jag mot världen, esta vez en dueto con Fredik Kempe, y acabó en octava posición.
En 2007, Nielsen regresó al Melodifestivalen con Vågar du, vågar jag. Fue enviada a la gala de repesca Andra Chansen, donde se clasificó para la final. Allí quedó en séptima posición.
Nielsen regresó al año siguiente, en el Melodifestivalen 2008, interpretando Empty Room, compuesta por Bobby Ljunggren y Aleena Gibson. Aunque en la final ganó el televoto por más de 50.000 votos de diferencia respecto a Charlotte Perrelli, perdió con la suma de los votos del jurado, y quedó segunda en la clasificación general. Más tarde, Empty Room ganaría el OGAE Second Chance Contest con 91 puntos de diferencia respecto a la segunda clasificada, Coral, de España.
Nielsen volvió una vez más al Melodifestivalen en 2011, con el tema I'm in Love. Ganó la segunda semifinal, y un mes más tarde quedó cuarta en la final.
Nielsen decidió regresar al concurso en 2014, esta vez con el tema Undo. Participó en la segunda semifinal, donde se clasificó para la final. Una vez allí, ganó por primera vez la final por 2 puntos de diferencia respecto a la segunda clasificada, ganando así el derecho de representar a Suecia en el Festival de la Canción de Eurovisión 2014 en Copenhague, Dinamarca. Superó la primera semifinal, llegó a la final, que se disputó el 10 de mayo, y logró un tercer puesto con 218 puntos frente a los 290 de la ganadora Conchita Wurst y los 238 de The Common Linnets.

## Discografía

### Álbumes
| Año  | Título                                                                                     | Máxima posición en listas | Certificación(es) |
| Año  | Título                                                                                     | SWE                       | Certificación(es) |
| ---- | ------------------------------------------------------------------------------------------ | ------------------------- | ----------------- |
| 1996 | Silvertoner - Primer álbum de estudio                                                      | 55                        |                   |
| 1997 | Min önskejul - Álbum Navideño                                                              | —                         |                   |
| 2006 | Nära mej nära dej - Segundo álbum de estudio - Fecha de Lanzamiento: 15 de febrero de 2006 | 12                        |                   |
| 2007 | Sanna 11-22 - Tercer álbum de estudio - Fecha de Lanzamiento: 7 de marzo de 2007           | 19                        |                   |
| 2008 | Stronger - Cuarto álbum de estudio - Fecha de Lanzamiento: 16 de abril de 2008             | 1                         | IFPI Suecia: Oro` |
| 2011 | I'm in Love - Quinto álbum de estudio - Fecha de Lanzamiento: 2 de marzo de 2011           | 3                         |                   |
| 2012 | Vinternatten - sexto álbum de estudio - Fecha de Lanzamiento: 21 de noviembre de 2012      | 5                         |                   |
| 2013 | Min Jul - Seventh studio album - Released: diciembre de 2013                               | 4                         |                   |

### Sencillos
| Año  | Título                                                                    | Máxima posición en listas | Álbum             |
| Año  | Título                                                                    | SWE                       | Álbum             |
| ---- | ------------------------------------------------------------------------- | ------------------------- | ----------------- |
| 1996 | "Till en fågel"                                                           | 46                        | Silvertoner       |
| 2001 | "I går, i dag"                                                            | 32                        | Non-album release |
| 2003 | "Hela världen för mig"                                                    | 35                        | Non-album release |
| 2005 | "Du och jag mot världen" (with Fredrik Kempe                              | 20                        | Sanna 11-22       |
| 2007 | "Vågar du, vågar jag"                                                     | 10                        | Sanna 11-22       |
| 2008 | "Empty Room"                                                              | 2                         | Stronger          |
| 2008 | "Nobody Without You"                                                      | 33                        | Stronger          |
| 2008 | "All I Want For Christmas" (Sanna, Shirley, Sonja)                        | 39                        | Our Christmas     |
| 2008 | "My Grown Up Christmas List" (Sanna Nielsen, Shirley Clamp & Sonja Aldén) | 41                        | Our Christmas     |
| 2009 | "I Can Catch the Moon"                                                    | –                         | Stronger          |
| 2010 | "Devotion"                                                                | 15                        | I'm in Love       |
| 2010 | "Part of Me"                                                              | -                         | I'm in Love       |
| 2011 | "I'm in Love"                                                             | 32                        | I'm in Love       |
| 2011 | "Can't Stop Love Tonight"                                                 | -                         | I'm in Love       |
| 2012 | "Viskar ömt mitt namn"                                                    | –                         | Vinternatten      |
| 2014 | "Undo"                                                                    | 7                         | Por anunciar      |